# Tilia chingiana
Tilia chingiana Hu & W.C.Cheng – gatunek drzewa z rodziny ślazowatych. Występuje naturalnie w Chinach – w prowincjach Anhui, Jiangsu, Jiangxi oraz Zhejiang. 

## Morfologia
PokrójZrzucające liście drzewo dorastające do 15 m wysokości.
LiścieBlaszka liściowa ma owalny kształt. Mierzy 5–10 cm długości oraz 4–9 cm szerokości, jest ząbkowana na brzegu, ma nasadę od ściętej do sercowatej i wierzchołek od ostrego do spiczastego. Ogonek liściowy jest owłosiony i ma 25–40 mm długości.
KwiatyZebrane po 4–10 w wierzchotkach (o długości 5–8 cm) wyrastających z kątów lancetowatych podsadek o długości 7–9 cm. Mają 5 działki kielicha o lancetowatym kształcie i dorastające do 5 mm długości. Płatków jest 5, mają odwrotnie jajowaty kształt i osiągają do 7 mm długości. Pręcików jest około 20.
OwocOrzeszek o niemal kulistym kształcie.